# Saludo a la Aurora Gloriosa
El Saludo a la Aurora Gloriosa es una ceremonia cívica realizada anualmente en la ciudad de Guayaquil. El evento conmemora la independencia de Guayaquil, en las madrugadas del 9 de octubre de cada año. El acto cívico es realizado en la Plaza de la Administración —entre el Palacio Municipal y la Universidad de las Artes (ex-Gobernación del Guayas)— en frente del monumento a la Fragua de Vulcano a partir de las 05H00 hasta las 06H00. Durante el acto, se realizan ofrendas florales al monumento, se recita el Acta de Independencia de 1820, interviene una orquesta sinfónica que interpreta canciones cívicas y tradicionales de la ciudad, un recuento de lo acontecido en la gesta independentista, entre otros.
Celebrado por primera vez en el 2009, el evento ha ido congregando a un mayor número de personas cada año, hasta el punto de congregar a varios políticos y personajes públicos de la ciudad, así como la intervención de la Orquesta Sinfónica del Colegio República de Francia. Aunque inicialmente fue desarrollado por varios ciudadanos, y miembros de la Nueva Junta Cívica de Guayaquil, de manera informal, la ceremonia estuvo organizada durante años por la fundación Bienvenido Guayaquil, y avalada por la M.I. Municipalidad de la ciudad.
En 2020, debido a los efectos sociales de la cuarentena por la pandemia de COVID-19 en la ciudad de Guayaquil, la organización del evento estuvo a cargo de la Dirección de Turismo y Promoción Cívica de la Municipalidad. Esto coincidió con la celebración del Bicentenario de la Independencia de la Ciudad. En años posteriores hasta la fecha, la organización volvió a estar a cargo de la fundación Bienvenido Guayaquil.